# Александра Фол
Александра Александрова Фол е българска композиторка.

## Биография
Александра Фол е родена на 11 юли 1981 г. в София в семейството на българските историци Александър Фол и Валерия Фол.
Тя учи в Бостън и в Ийстман Скуул ъв Мюзик. През 2006 г. прави докторат в Монреал, Канада.
Произведенията ѝ са изпълнявани от един от:
- Токийските симфонични оркестри,
- Монреалската филхармония,
- Софийската филхармония,
- Оркестъра на млади артисти и
- други в Германия, САЩ, Канада, Япония, Швейцария, Холандия, България.

Произведенията на Фол включват два реквиема, пет концерта и симфония.
Тя е финалист за наградата Гаудеамус 2006.